# Oberbergamt Halle
Das Oberbergamt Halle war eine preußische Behörde der Berg-, Hütten- und Salinenverwaltung. Sie wurde 1946 aufgelöst. Das ihr nachfolgende Bergamt Halle ging 2001 im Landesamt für Geologie und Bergwesen des Landes Sachsen-Anhalt auf.

## Geschichte

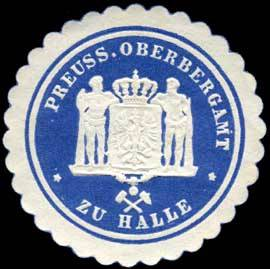
Siegelmarke

1777 beauftragte König Friedrich II. Friedrich Anton von Heynitz mit der Leitung der gesamten preußischen Bergverwaltung. Der Minister des Bergwerks- und Hüttendepartements veranlasste die Gliederung des Bergwesen Preußens – nach britischem Vorbild – in vier Hauptbergwerksdistrikte geteilt:
1. die Kurmark, Neumark, Ost- und Westpreußen,
2. Magdeburg, Halberstadt, Hohenstein und die Grafschaft Mansfeld,
3. Schlesien und die Grafschaft Glatz,
4. die westfälischen Provinzen.

Am 7. Dezember 1777 wurde in diesem Zusammenhang das Magdeburg-Halberstädtische Oberbergamt in Rothenburg an der Saale gebildet, das für Magdeburg, Halberstadt, Hohenstein und die Grafschaft Mansfeld zuständig war.
Diese vier Hauptbergwerksdistrikte wurden 1815/1816 in die Bezirke des Oberbergamts Berlin, des Oberbergamts Halle, des Oberbergamts Breslau und des Oberbergamts Dortmund umgewandelt. Später wurde zusätzlich das Oberbergamt Bonn für die Rheinprovinz geschaffen.
1946 wurde das Oberbergamt aufgelöst. Die nachgeordneten Bergämter wurden in Technische Bergbauinspektionen umbenannt und der Zentral-Bergbau-Inspektion direkt unterstellt.

## Dienstgebäude

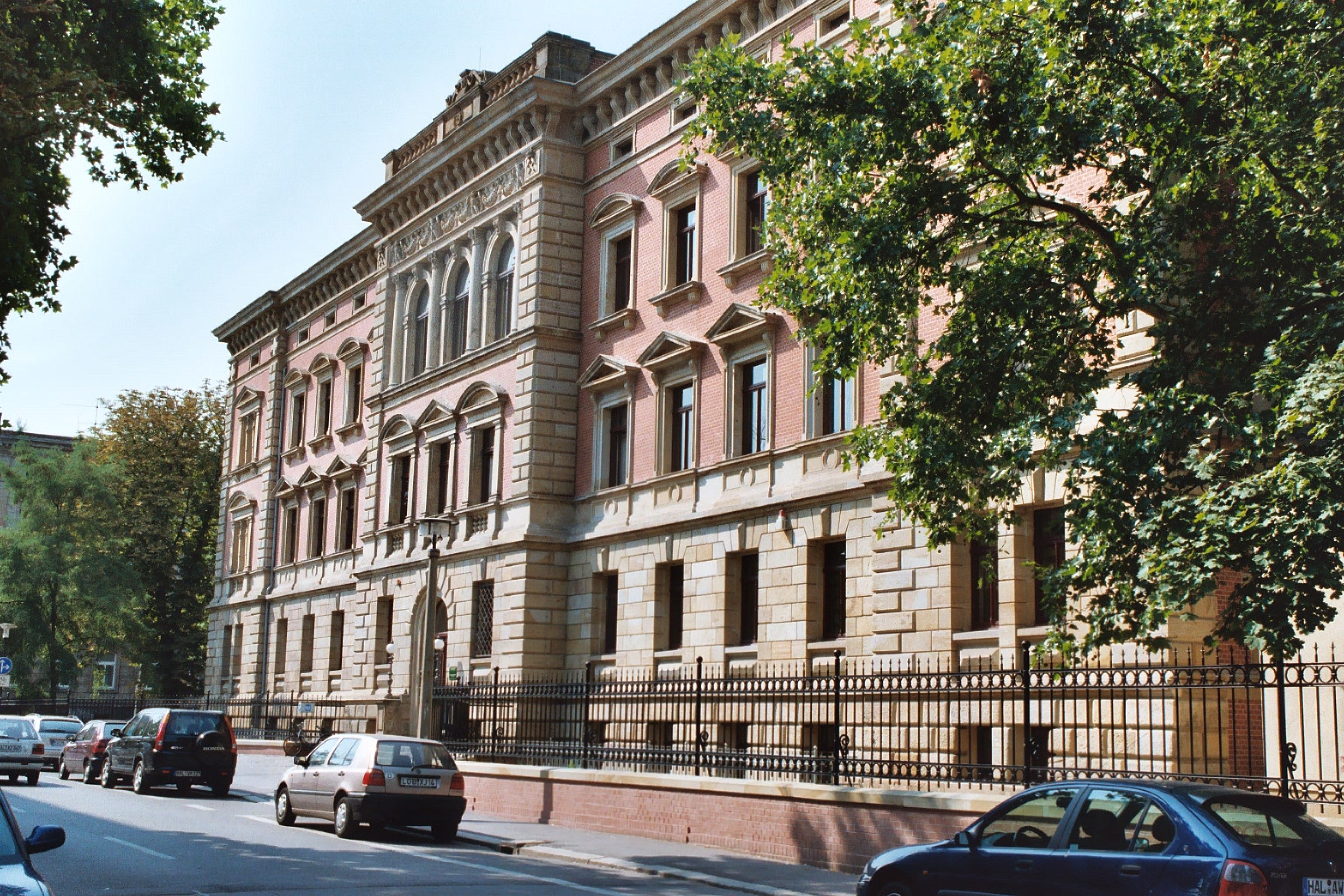
Gebäude August-Bebel-Straße 13 in Halle

Ein neues Dienstgebäude für das Oberbergamt Halle wurde 1882–1884 nach Planung des Architekten und preußische Baubeamten Albert Kiss auf dem Grundstück Friedrichstraße 13 (heute August-Bebel-Straße 13) errichtet. Der historistische Klinkerbau ist eine repräsentative schlossartige Dreiflügelanlage nach Vorbildern der italienischen Renaissance und steht unter Denkmalschutz. Seit 1954 beherbergt er einen Teil der Universitäts- und Landesbibliothek Sachsen-Anhalt.

## Berghauptleute
Leiter des Oberbergamts (mit dem Titel  Berghaupmann) waren:
- Franz von Veltheim (1816–1836)
- Hans Otto Philipp Martins (1836–1850)
- Gustav Brassert (1851–1857)
- Hermann von der Heyden-Rynsch (1884–1896)
- Gustav von Velsen (1896–1900)
- Max Fürst (1900–1907)
- Wilhelm Cleff (1922–1927)
- Karl Hatzfeld (1945–1946)

## Archivalische Quellen
- Aktenbestände des Oberbergamt Halle und seiner Vorgänger- und Nachfolgerbehörden im Landesarchiv Sachsen-Anhalt, Standort Wernigerode (online recherchierbar); gedrucktes Spezialinventar für den Zeitraum 1763–1865: Jens Heckl (Bearb.): Die preußische Berg-, Hütten- und Salinenverwaltung 1763-1865. Der Bestand Oberbergamt Halle im Landeshauptarchiv Sachsen-Anhalt, 4 Bände, Magdeburg 2001